# Emilia Fox
Emilia Rose Elizabeth Fox (født 31. juli 1974) er en engelsk skuespillerinde som nok er mest kendt for sin rolle som Jeannie Hurst i Randall and Hopkirk (Deceased).
Hun er datter af skuespilleren Edward Fox og skuespillerinde Joanna David. Emilia Fox taler tysk og fransk

## Udvalgt filmografi
- Silent Witness (2004-2007) TV Serie
- Cashback (2006)
- Svigermor(d) (Keeping Mum) (2005)
- Tigeren og sneen (La Tigre e la neve) (2005)
- Three blind mice (2003)
- Pianisten (2002)
- Randall and Hopkirk (Deceased) (1999 – 2000) TV Serie
- Rebecca (1997)
- Stolthed og fordom (Pride and prejudice) (1995)
- Merlin (2009)

## Ekstern kilde/henvisning
- Emilia Fox på Internet Movie Database (engelsk)
- Emilia Fox på Filmdatabasen
- Emilia Fox på Scope
- Emilia Fox på Svensk Filmdatabas (svensk)
- Emilia Fox på AlloCiné (fransk)
- Emilia Fox på AllMovie (engelsk)
- Emilia Fox på Turner Classic Movies (engelsk)
- Emilia Fox på Rotten Tomatoes (engelsk)
- Emilia Fox på The Movie Database (engelsk)